# Puerto Rico (kommunhuvudort i Colombia, Caquetá, lat 1,91, long -75,15)
Puerto Rico är en kommunhuvudort i Colombia.   Den ligger i departementet Caquetá, i den centrala delen av landet, 300 km söder om huvudstaden Bogotá. Puerto Rico ligger 252 meter över havet och antalet invånare är 12 306.
Terrängen runt Puerto Rico är varierad. Runt Puerto Rico är det glesbefolkat, med 16 invånare per kvadratkilometer. Det finns inga andra samhällen i närheten. Omgivningarna runt Puerto Rico är huvudsakligen savann.